# 相愛很難
《相愛很難》，香港男歌手張學友和女歌手梅艷芳於2002年推出的合唱歌曲，由陳輝陽（以陳輝陽@好好笑的名義）作曲及編曲，林夕填詞，亦是電影《男人四十》的主題曲。歌曲收錄在梅艷芳的《With》和張學友的《他在那裡》專輯內。

## 簡介和評價
林夕表示填這首詞很容易，接到樂譜就想到歌名，花兩小時就填完詞。
《相愛很難》被視為整張專輯最商業化、傳統的合唱歌
。正如大部分曲目一樣，由於檔期不合，二位歌手分開錄音。他們的演繹被指「平淡舒服、勢均力敵」，並在副歌中唱同一個音調。南方都市報形容《相愛很難》為梅艷芳少有「具有現實主義直白力量的歌曲」，「整首歌都是成年人對愛情的質問和嘆息……看不出什麼花巧，甚至顯得急躁，but，顯得真。」
歌曲流行成績彪柄，在卡啦OK的點唱榜中長期名列前茅，被樂評人馮禮慈視為梅艷芳自《抱緊眼前人》（1997年）後的熱門曲；並成為香港四台冠軍歌；又在華語流行樂傳媒大獎第一季選中獲選為「我最喜愛的華語歌曲」，評委會點評道：「歌詞令人回味，梅張兩位唱將的演繹頗有大將之風，尤其張學友找回久違的激情……讓人聯想起片中無可奈何的情殤，外表的平淡實際上掩飾了內心情感的洶湧波濤，聽後讓人扼腕長嘆。」。翌年年初，獲得十大中文金曲頒獎禮的「最受歡迎卡啦OK合唱歌曲」。

## 製作群
- 貝斯：傑仔
- 鍵盤：陳輝陽
- 鼓：Anthony Fernandes
- 吉他：鍾慶鴻
- 梅艷芳歌唱監製：蔡一智
- 張學友歌唱監製：林山皓
- 錄音混音：袁家揚

## 獎項
- 2002年度十大中文金曲：最受歡迎卡啦OK合唱歌曲

## 流行榜成績
| 雷霆指數 | 叱咤903 | 港台中文 | 新城997 | 勁歌金榜 |
| -------- | ------- | -------- | ------- | -------- |
| (1)      | (1)     | 1        | 1       | 1        |

注：(1)為兩周冠軍